# Dresserus schreineri
Dresserus schreineri är en spindelart som beskrevs av Tucker 1920. Dresserus schreineri ingår i släktet Dresserus och familjen sammetsspindlar. Inga underarter finns listade i Catalogue of Life.